# International Aero Engines

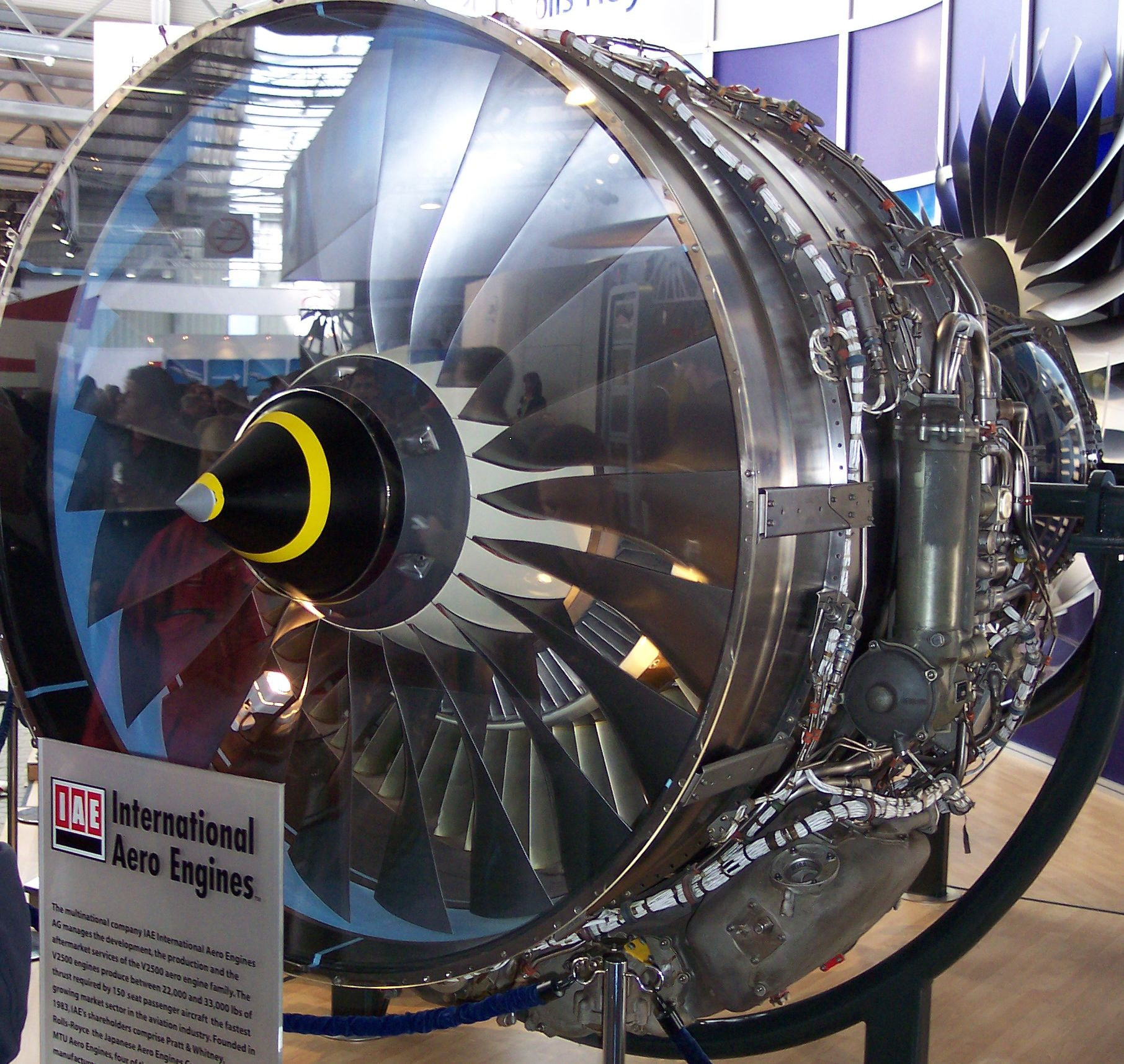
IAE V2500

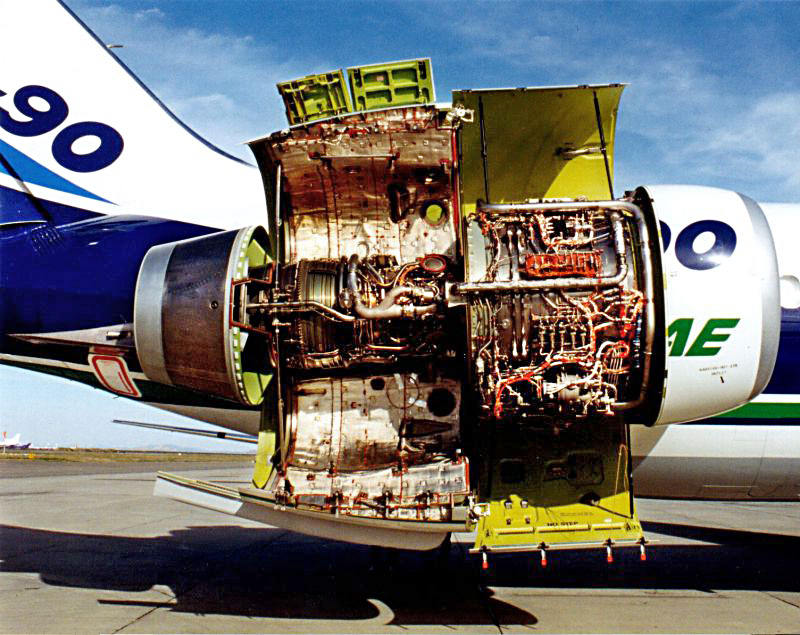
V2500 an einer MD-90

International Aero Engines AG (IAE) ist ein Zusammenschluss von ursprünglich fünf Unternehmen, die das V2500-Strahltriebwerk in der mittleren Schubklasse für die ursprüngliche Airbus-A320-Familie entwickelten. Neben den A320ceo wurde das Triebwerk auch exklusiv für die McDonnell Douglas MD-90 verwendet. Seit der Indienststellung der Embraer C-390 Millennium im Jahr 2019 werden weiterhin rund 20 neue Triebwerke pro Jahr produziert.

## Geschichte
Der Name des Produktes V2500 symbolisiert zum einen die römische Zahl 5 für die Anzahl der Gründungsmitglieder sowie 2500 für die angestrebte Schubklasse von 25.000 lbf. Jedoch, wie bei vielen anderen Triebwerken, hat sich die Schubklasse mittlerweile auf 33.000 lbf erhöht, die ursprüngliche Variante (A1) mit nur 25.000 lbf wird nicht mehr produziert. Gründungsmitglieder im Jahr 1983 waren Rolls-Royce, Pratt & Whitney, die Japanese Aero Engines Corporation, MTU Aero Engines und Fiat Aviazione. Die erste V2500-A1 ging an einem Airbus A320 von Adria Airways 1989 in Betrieb. Auf Grund von finanziellen Turbulenzen hat sich die Fiat-Gruppe in den 1990er Jahren von ihren Anteilen getrennt. Diese wurden je zur Hälfte von Rolls-Royce und Pratt & Whitney übernommen. Das Unternehmen Avio Aero (ehemals Fiat Avio) ist aber weiterhin als Lieferant für Teile mit dem Projekt verbunden.
Am 12. Oktober 2011 gab Rolls-Royce bekannt, seine Anteile an IAE für 1,5 Milliarden Dollar an Pratt & Whitney zu verkaufen. Rolls-Royce behält aber weiterhin die Verantwortung für seine entsprechenden Komponenten am Triebwerk und auch 50 % der Endmontage. Die europäische Endmontage des gesamten Triebwerkes wurde im Jahr 2005 von Rolls-Royce in Derby an das deutsche Tochterunternehmen nach Dahlewitz bei Berlin verlagert. Zusätzlich wird bei Pratt & Whitney in Middletown, CT die zweite Endmontagelinie weitergeführt.
Die Triebwerke kamen an der A320ceo-Familie in Schubversionen von 110 kN bis 150 kN zur Anwendung (Versionen A1 und A5/A5Select) und konkurrierten dort mit dem CFM56 vom Herstellerkonsortium CFMI. An der McDonnell Douglas MD-90 war – bis zu deren Produktionseinstellung im Jahre 2000 – die V2500-D5 der Exklusivantrieb. Bei der A320ceo-Familie wurde das V2500 bei 42,3 % aller bestellten Flugzeuge als Antrieb ausgewählt.
Bis zum Jahr 2021 verrichtete das V2500 Triebwerk in 3.000 Flugzeugen mehr als 250 Millionen Flugstunden. Nach 40 Jahren flogen Im März 2023 weltweit nach Herstellerangaben noch rund 3500 Flugzeuge mit V2500-Triebwerken bei 150 diversen Betreibern, bis zu dem Zeitpunkt wurden mehr als 7800 Triebwerke hergestellt, die zusammen mehr als 255 Millionen Flugstunden geleistet haben.

## Verkaufszahlen
Im Jahr 2003 erreichte IAE bei den Neubestellungen der A320-Familie einen Marktanteil von ca. 87 %. In den Orderbüchern standen zu diesem Zeitpunkt mehr als 5.000 Triebwerke, wovon das 3000. Triebwerk bereits im Dezember 2006 ausgeliefert wurde, mit folgender Aufteilung:
- 172 Flugzeuge A319
- 8 Flugzeuge A319CJ (Airbus Corporate Jetliner)
- 3 Flugzeuge A319LR
- 560 Flugzeuge A320
- 133 Flugzeuge A321
- 104 Flugzeuge MD90

Inzwischen wird mit den Select- bzw. SelectOne-Programmen an einer Weiterentwicklung der Triebwerke mit dem Ziel der Senkung des Verbrauchs und einer längeren Einsatzdauer gearbeitet. Beim im März 2011 als Antwort auf das PW1100G angekündigten SelectTwo-Programm soll durch Softwareänderungen eine weitere Treibstoffeinsparung von 0,58 % bei den ab 2013 zur Verfügung stehenden Triebwerken erzielt werden.

## Technische Daten
| Typ      | Schub (kN) | Nebenstromverhältnis beim Start | Gesamtdruck- verhältnis | Fan- durchmesser (m) | Länge (m) | Trockenmasse (kg) | Zulassung | Flugzeug |
| -------- | ---------- | ------------------------------- | ----------------------- | -------------------- | --------- | ----------------- | --------- | -------- |
| V2500-A1 | 111        | 5,4:1                           | 35,8:1                  | 1,587                | 3,2       | 2327              | 1989      | A320     |
| V2522-A5 | 102        | 4,9:1                           | 32,8:1                  | 1,613                | 3,2       | 2359              | 1992      | A319     |
| V2524-A5 | 106,75     | 4,9:1                           | 32,8:1                  | 1,613                | 3,2       | 2359              | 1996      | A319     |
| V2525-D5 | 111        | 4,8:1                           | 34,5:1                  | 1,613                | 3,2       | 2484              | 1995      | MD90     |
| V2527-A5 | 117,88     | 4,8:1                           | 32,8:1                  | 1,613                | 3,2       | 2359              | 1993      | A320     |
| V2528-D5 | 124        | 4,7:1                           | 35,2:1                  | 1,613                | 3,2       | 2484              | 1995      | MD90     |
| V2530-A5 | 139,67     | 4,6:1                           | 35,2:1                  | 1,613                | 3,2       | 2359              | 1994      | A321     |
| V2533-A5 | 146,80     | 4,5:1                           | 35,2:1                  | 1,613                | 3,2       | 2359              | 1996      | A321     |